# 本所上水
本所上水（ほんじょじょうすい）は、亀有上水とも呼ばれ、江戸時代の江戸に設けられた江戸の六上水のひとつである。のちに曳舟川（現在は暗渠化）となっていった。

## 経過
『御府内上水在絶記』によれば1659年（万治2年）、『本所上水堀新開一件』によれば1675年（延宝3年）、『上水記』によれば元禄年中とさまざまな説があるが、いずれにしても明暦の大火以降に新設されたのは確かである。
明暦の大火後、江戸の街は大改修され、新しく発展した隅田川東岸（本所・深川方面、いわゆる江東地区）を給水する目的で開かれた上水道であった。
この上水は、埼玉郡瓦曽根溜井（現在の埼玉県越谷市瓦曽根周辺）より分水し、開渠で亀有・寺島・小梅を経て法恩寺橋東に達し、本所方面一帯を給水した。
1683年（天和2年）に一時的に廃止されている。その理由として、本所・深川方面が度重なる水害によって武家屋敷や町家が撤退したことが挙げられている。
その後は隅田川東岸の再開発により、1688年（元禄元）に再び使用されることとなったが、1722年（享保7年）には青山上水・三田上水・千川上水の三上水とともに廃止された。